# サークル競技会
サークル競技会（サークルきょうぎかい）は、各地の社交ダンスのサークルが主催する、ダンスの競技会。

## 概要
同一のリーダとパートナーで、出場する全ての試合区分を踊る、従来の社交ダンス競技会と違い、複数の組み合わせで出場するのが特徴。
だれでも参加できる代表的なものとして、「ミナダンカップ」「CDCカップ」「アヤコカップ」などがある。